# Notherobius hastatus
Notherobius hastatus is een insect uit de familie van de bruine gaasvliegen (Hemerobiidae), die tot de orde netvleugeligen (Neuroptera) behoort. 
Notherobius hastatus is voor het eerst wetenschappelijk beschreven door New in 1988.